# Dispariția copiilor Beaumont
Jane Nartare Beaumont, Arnna Kathleen Beaumont și Grant Ellis Beaumont au fost 3 copii ai familiei Beaumont, cunoscuți colectiv ca și  Copiii Beaumont. Aceștia au dispărut de la Plaja din Glenelg, lângă Adelaide, Australia în data de 26 ianuarie 1966. 
Dispariția copiilor Beaumont a rezultat într-una dintre cele mai mari investigații din istoria criminalistă a Australiei, și rămâne unul dintre cele mai faimoase cazuri nerezolvate din Australia. 
Atenția mare îndreptată spre acest caz, significanta acestuia în istoria criminalistă a Australiei, cât și faptul că misterioasă dispariție nu a fost niciodată elucidată, a readus atenția acestui caz în presă destul de des. Este, de asemenea, privit ca și o întâmplare importantă în societatea australiană, deoarece mulți oameni și-au schimbat modul prin care își supravegheau copilul. 

## Biografie
Copiii locuiau cu părinții lor, Jim și Nancy Beaumont pe Harding Street, Somerton Park, o suburbie a Adelaidei. Nu departe de casă lor se află Glenelg, o plajă populară pe care copiii o vizitau destul de des. În data de 26 ianuarie 1966, o zi caldă de vară, copiii au luat un autobuz, îndreptându-se spre plajă. Jane, sora cea mai mare, era considerată destul de responsabilă ca să aibă grijă de surioara și fratele ei, iar părinții nu erau îngrijorați. Au plecat de acasă la ora 10:00 și aveau de gând să se întoarcă până la amiază. Mama lor s-a îngrijorat când a observat că copiii nu se întorseseră acasă la ora 15:00. 

## Invesțigația poliției

### Copiii cu un bărbat înalt, blond
Poliția care a investigat cazul a găsit diverși martori care susțin că au văzut copiii în apropierea plajei, în compania unui bărbat înalt, blond cu o constituție atletică. Copiii se jucau cu el și păreau relaxați și fericiți. Bărbatul și copiii au fost văzuți părăsind plaja mai târziu, în jurul orei 12:15. Un vânzător a spus că Jane Beaumont a cumpărat prăjituri și o plăcintă cu carne folosiind o bancnotă de 1£ tot în acel timp. 
Poliția a luat această declarație că fiind o dovadă solidă că aceștia au fost cu o altă persoană, din două motive: 
- Vânzătorul îi cunoștea pe copii destul de bine din vizite anterioare la plajă și a spus că aceștia nu au cumpărat niciodată o plăcintă cu carne înainte.

- Dna. Beaumont i-a dat copiilor doar suficient de mulți bani ca aceștia să-și acopere taxa de autobuz și mâncarea, niciodată dându-le o bancnotă de 1 liră. Polițiștii au crezut că altă persoană le-a dat-o.

### Ultima vedere confirmată și efectele dispariției
Aproximativ la ora 15:00, copiii au fost văzuți mergând singuri, îndepărtându-se de plajă, spre casă. Martorul, un poștaș îi cunoștea pe copii bine, iar afirmația lui a fost înregistrată ca fapt. El a susținut că ei s-au oprit să îl salute, și păreau încântați. Poliția nu a putut determina de ce copiii în care părinții aveau încredere se plimbau singuri, părând neingrijorati, întârziând deja 3 ore. Această a fost ultima vedere confirmată a copiilor. 
Domnul și Doamnă Beaumont și-au descris copiii, în special pe Jane, ca fiind timizi, ca ei să se joace așa de deschis cu un străin, nu corespundea caracterului lor. Investigatorii au presupus că, posibil copiii să se fi întâlnit cu bărbatul într-o vizită/vizite anterioare și au început să aibă încredere în el. O remarcă făcută de Arnna acasă, care părea nesignificanta la acea vreme, suportă această teorie. Arnna i-a spus mamei sale că Jane a găsit "un iubit la plajă". Dna. Beaumont a crezut că Arnna s-ar fi refert la un simplu prieten de joacă și nu a acordat nici o importanță până după dispariție. 
Câteva luni mai târziu, o femeie a raportat că, în noaptea dispariției un bărbat, accompaniat de două fete și un băiețel au intrat într-o casă învecinată pe care o credea goală. Mai târziu, ea a văzut băiatul mergând singur pe o alee, unde a fost urmărit și găsit de către bărbat. În dimineață următoare, casa părea să fie goală din nou, iar ea nu i-a văzut nici pe bărbat nici pe copii. Poliția nu a putut stabili de ce femeia a eșuat să furnizeze aceste informații mai devreme. 
Observări ale copiilor au fost raportate timp de un an de la dispariție. Cazul a atras atenție răspândită în Australia și este de asemenea creditat ca un eveniment cu un impact mare asupra vieților multor oameni. Părinții au început să creadă că copiii lor nu pot mai fi presupuși ca fiind în siguranță, mulți copii la acea vreme aveau aceeași liberate pe care o aveau și copiii familiei Beaumont.